# Biniparratx Petit
Biniparratx Petit, aussi orthographié Biniparratxet Petit, est un site archéologique situé sur la commune de Sant Lluís, sur l'île de Minorque, dans l'archipel des Baléares, en Espagne. Le site correspond à un ancien village talayotique qui a été détruit par la construction puis l'extension de l'aéroport de Minorque. De l'ancien village, il ne demeure que les ruines du talayot, au sud de la piste atterrissage, et une maison cercle et sa salle hypostyle annexe, qui ont été déplacées près de l'entrée de l'aéroport. 

## Historique
En 1964, la construction de l'aéroport de Minorque a entraîné la destruction de la plus grande partie du village talayotique de Biniparratx Petit. 
Le site a été déclaré bien d'intérêt culturel en 1966 sous la référence d'enregistrement RI- 55-0000677.
Dans les années 1990, les travaux d'agrandissement de la piste d'atterrissage menaçaient de détruire définitivement le site. Une fouille préventive réalisée en 1993 a révélé l'existence d'une structure d'habitat circulaire relativement bien conservée. La fouille complète du site, sur près de 362 m2, s'est achevée en 1995. Elle a permis d'étudier complètement l'édifice et les liaisons existantes avec les autres bâtiments du village. La maison et la salle hypostyle voisine ont été démontées et fidèlement reconstruites sur un nouvel emplacement près de l'aéroport, au nord-est, dès l'été 1995.

## Description

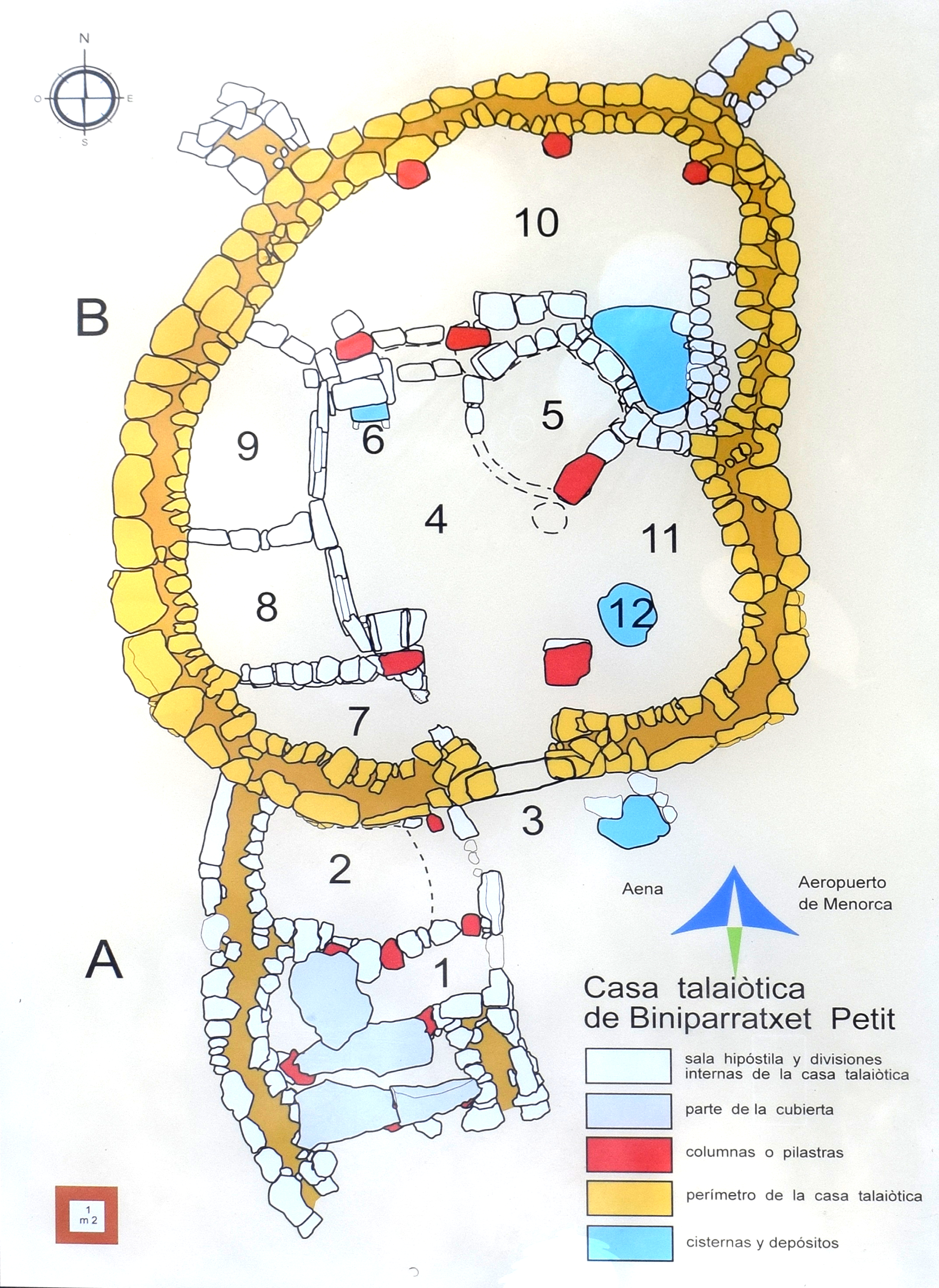
Plan du site

### Maison de typecercle
La maison est un bâtiment circulaire, appelé cercle, disposant d'une cour intérieure et d'une salle hypostyle annexe près de la porte d'entrée. Ce type de construction est caractéristique de la période post-talayotique de Minorque et exclusif à l'île. Tous les cercles fouillés sont très similaires en termes de taille, de forme et d'aménagements intérieurs. Ce sont des  bâtiments sans fenêtres, délimités par un mur à double parement. Côté extérieur, le mur est monté en appareil cyclopéen et côté intérieur, il est constitué de pierres beaucoup plus petites. L'espace entre les deux est comblé avec des gravats et de la terre. La surface totale de la maison talayotique de Biniparratx couvre 128 m2 mais l'espace utile n'est que de 63 m2, le reste de la surface étant occupé par les murs et les cloisons internes.
La maison comporte un accès unique au sud (3), près d'une citerne située à l'extérieur. La porte est du type trilithe à linteau. La cour intérieure (4) dessert les pièces de la maison disposées de manière radiale. La cour est délimitée par cinq colonnes destinées à soutenir le toit et sur lesquelles les cloisons internes viennent s'appuyer. Dans la partie nord-est de la cour, le foyer (5) est délimité par une bordure semi-circulaire. Une petite citerne est visible dans l'angle nord-ouest (6). Des fragments d'une coupe sacrificielle ont été trouvés au fond de cette citerne.
La plus grande pièce (10) est située au nord de la maison. Son sol est légèrement surélevé par rapport à celui des autres pièces et on y accède par trois marches. Le mur extérieur est décoré avec trois pilastres. À l'extrémité est de la pièce, le sol présente une dépression plus importante, correspondant soit à une citerne, soit à un lieu de stockage. Ce type de pièce devait servir de chambre à coucher ou de magasin de stockage pour les denrées alimentaires.
Les découvertes faites dans d'autres cercles identifient les pièces (8) et (9), situées à l'ouest de la cour intérieure, comme étant des entrepôts ou de petits ateliers. Les évidements dans les montants des entrées montrent qu'elles pouvaient être fermées par des portes. La pièce étroite (7) était certainement une pièce de stockage. La pièce (11) située à l'est de la maison contient une fosse qui était remplie de cendres (12), elle a peut-être été utilisée comme pièce collective pour se réunir ou manger.

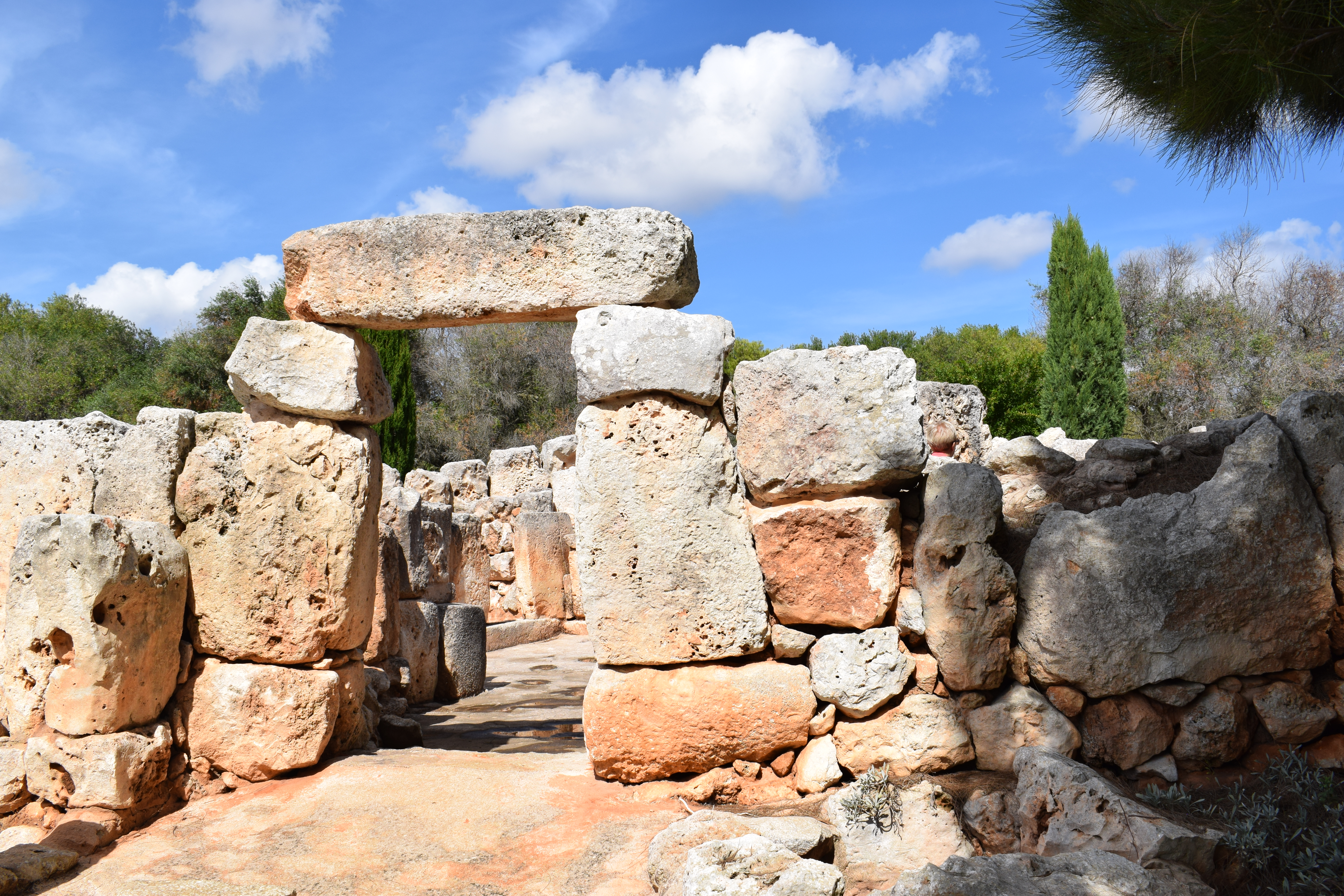
Entrée de la maison (3).
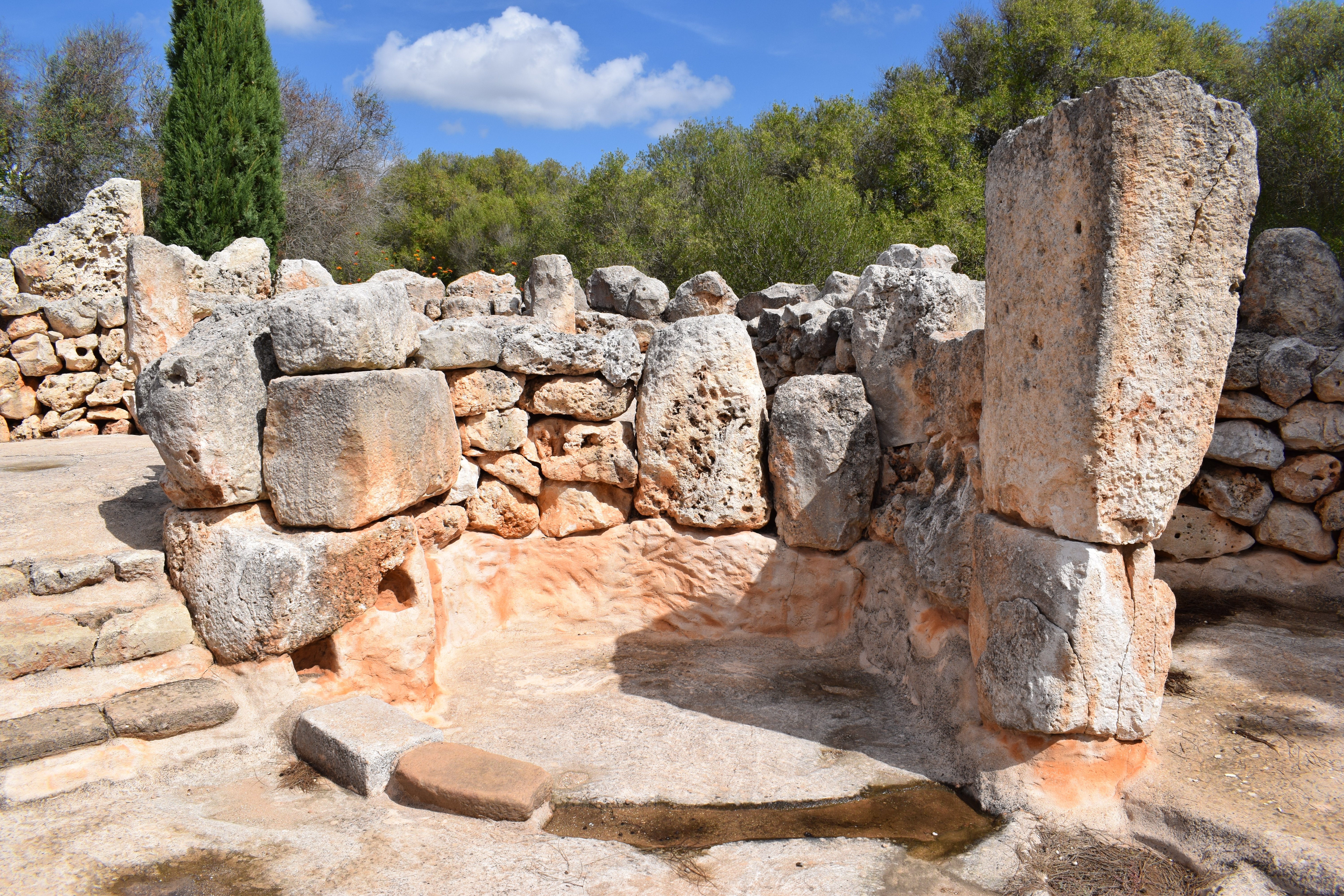
Foyer dans la cour (5).
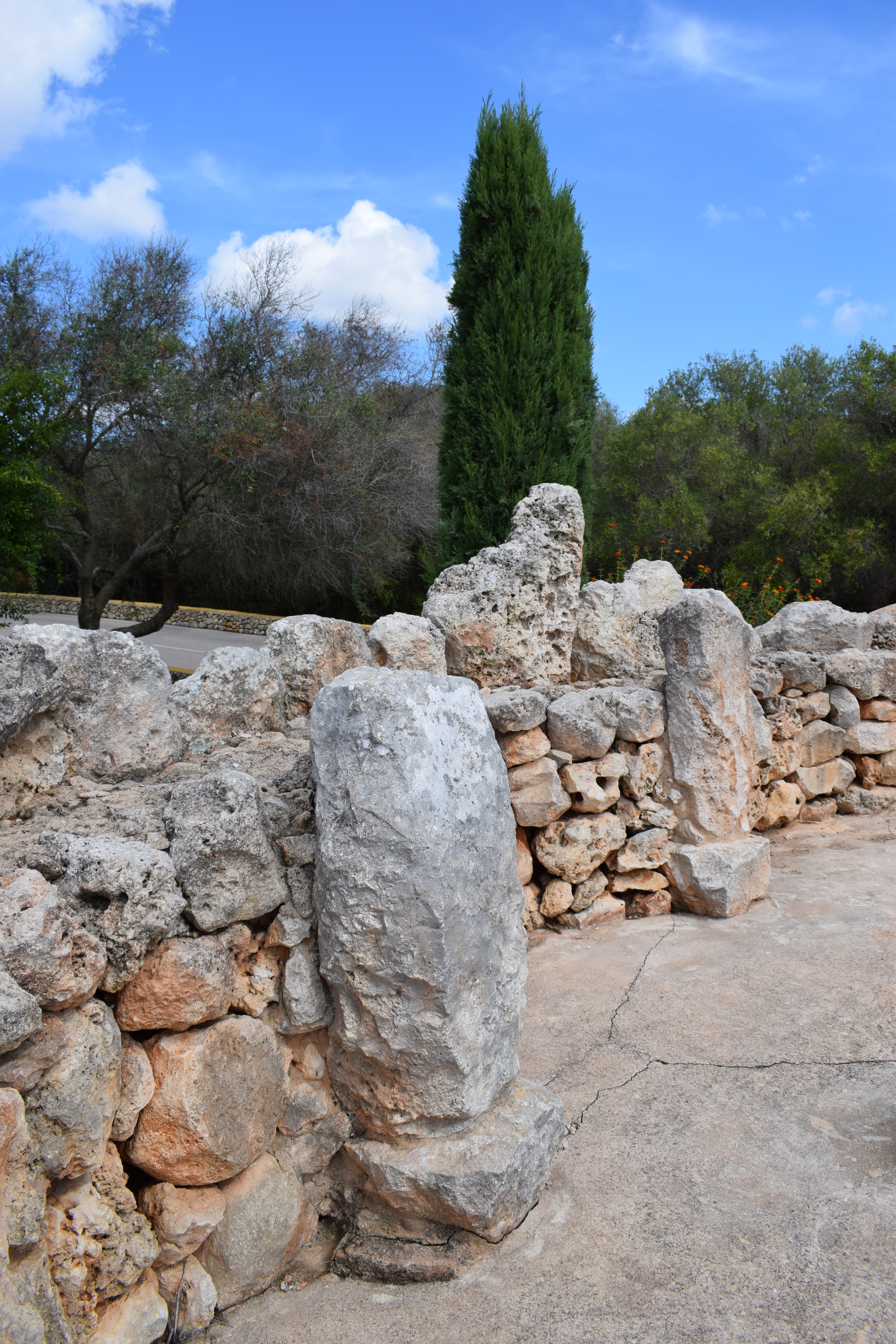
Pilastres dans la maison (10).
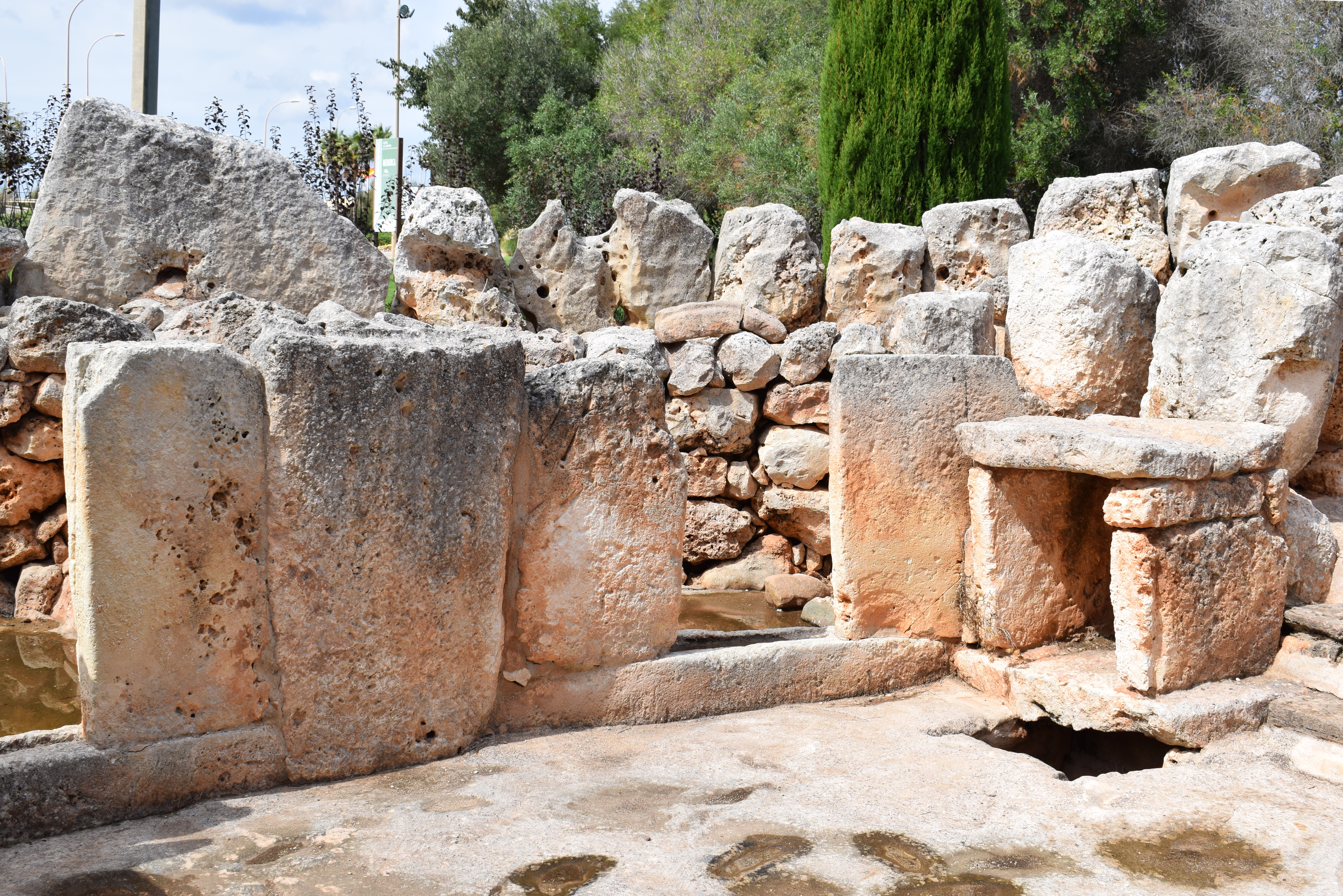
Entrées des pièces (8) et (9).
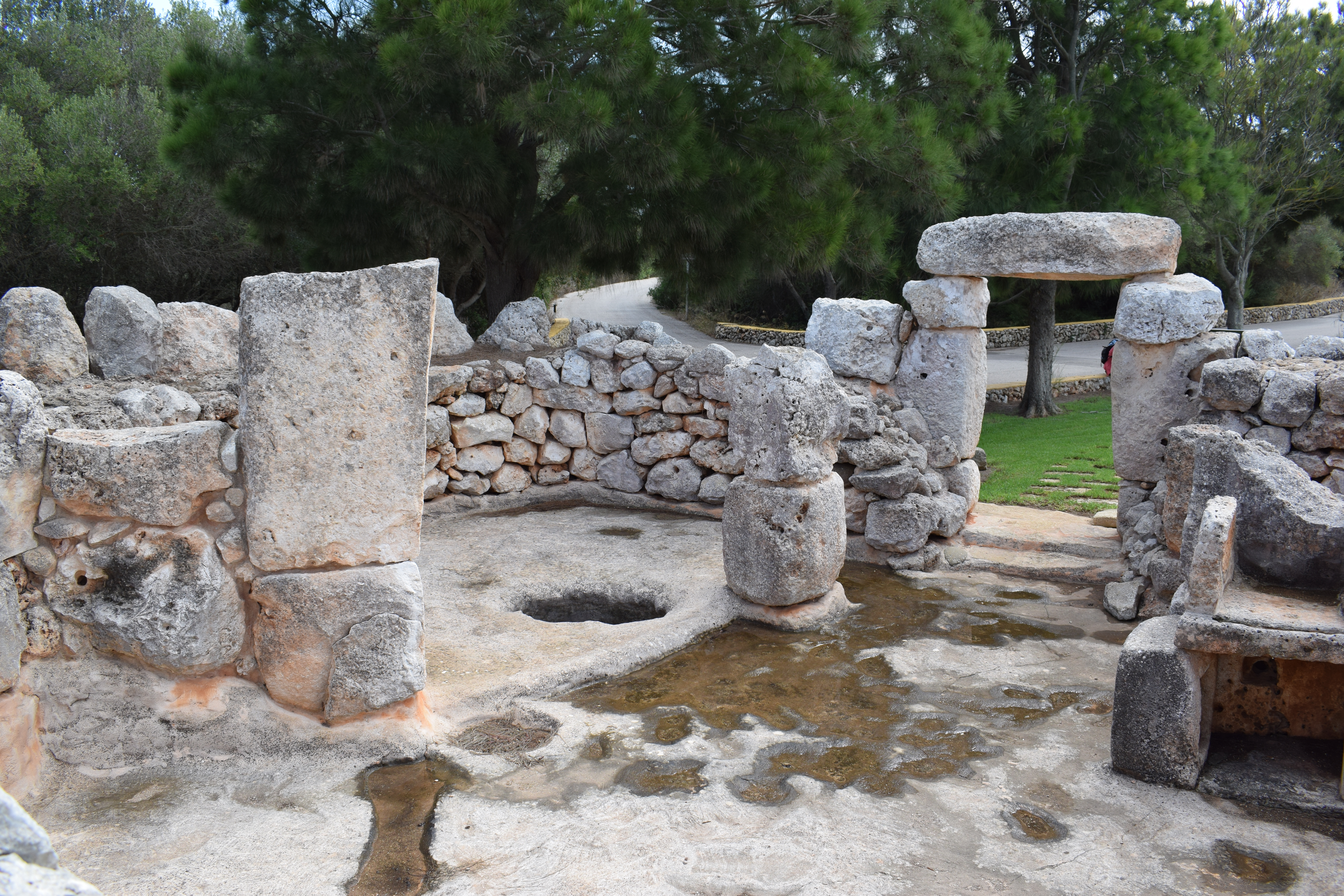
Accès à la pièce (11) et fosse à cendres (12).
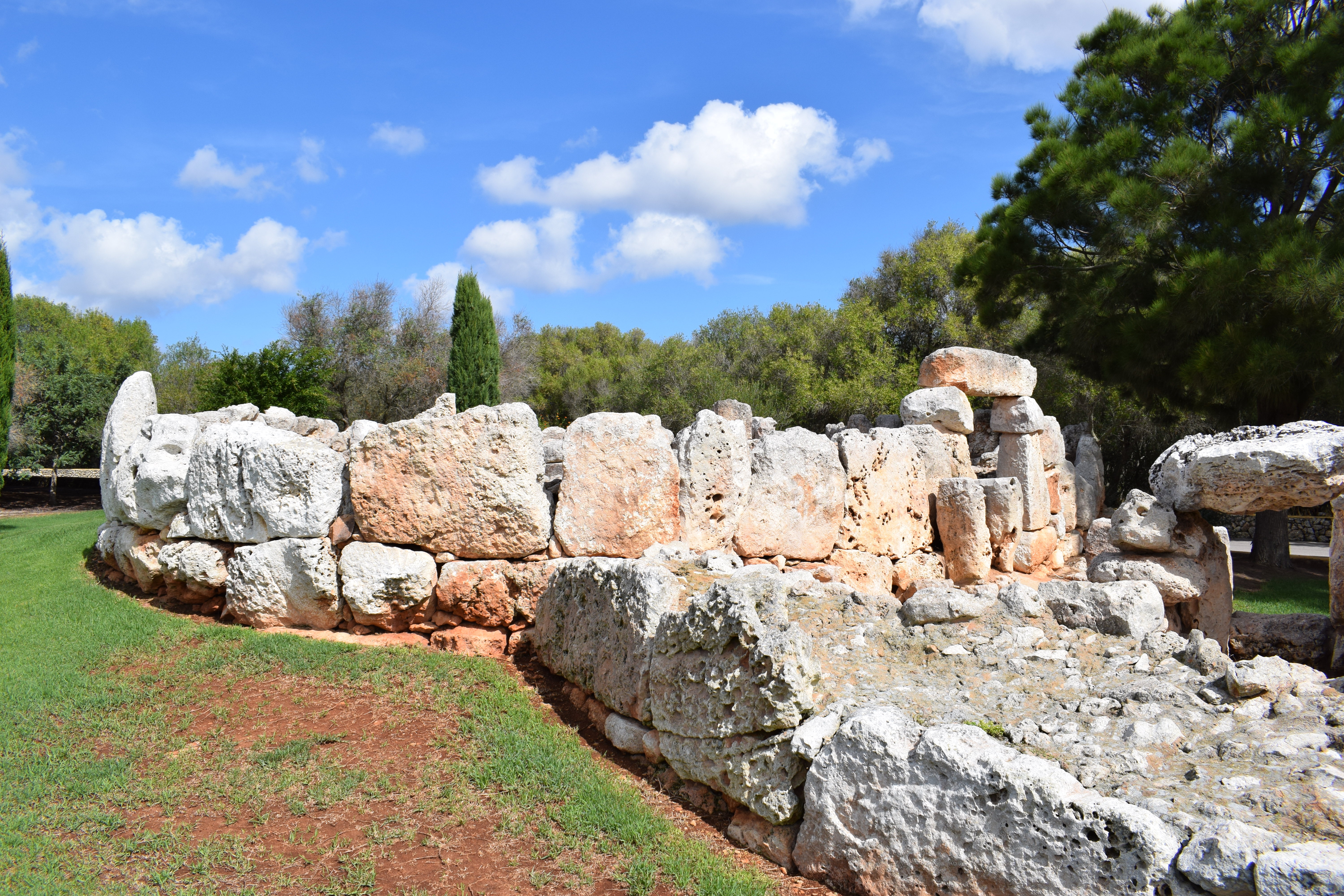
Mur extérieur de la maison.
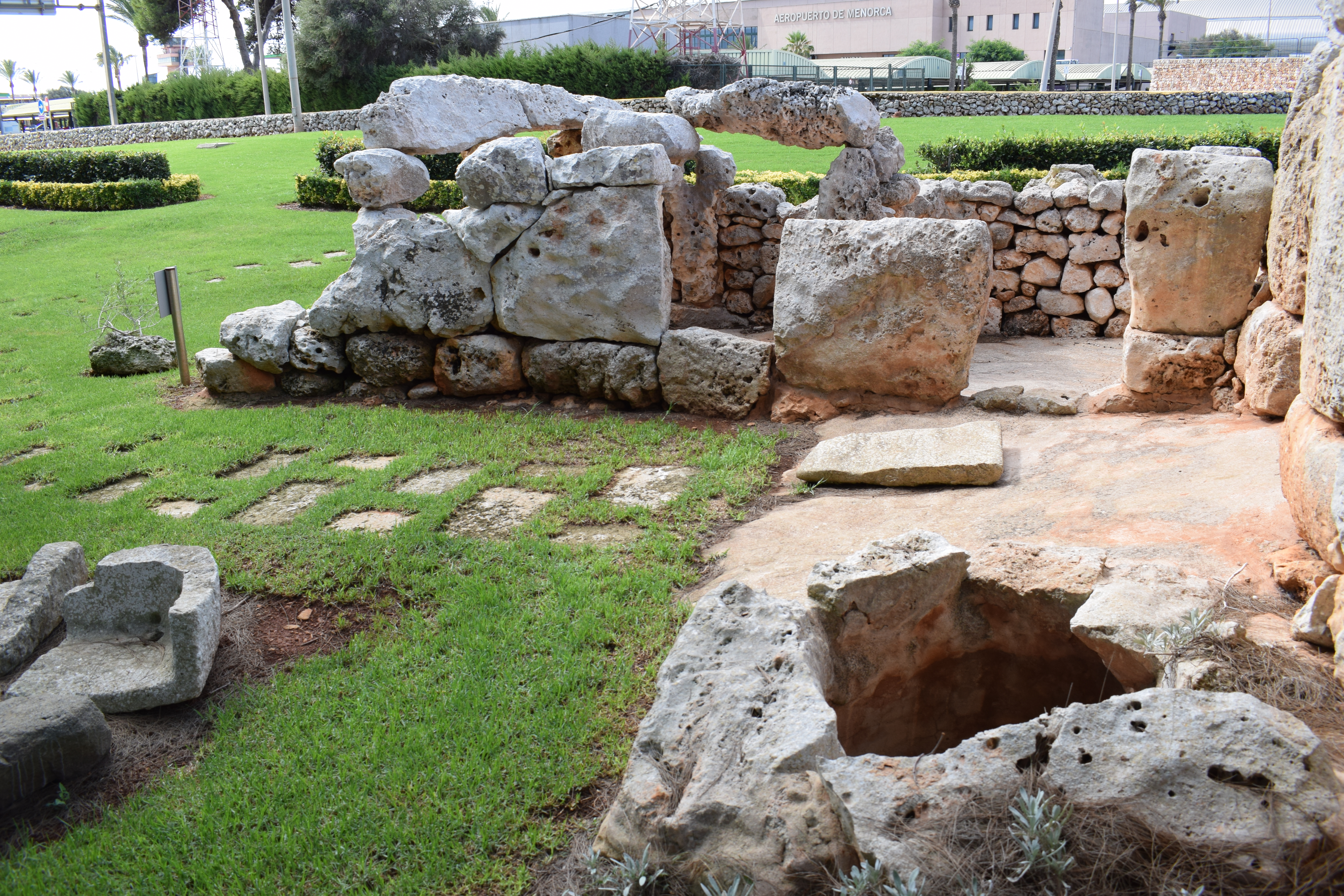
Citerne extérieure et salle hypostyle.

### Salle hypostyle
La salle hypostyle a été construite directement contre le mur extérieur de la maison, à gauche de l'entrée. Il s'agit d'un type de construction caractéristique de la culture talayotique, que l'on trouve soit en annexe des maisons cercles post-talayotiques, soit  de manière isolée (Es Galliner de Madona). Contrairement aux maisons cercles, qui étaient recouvertes d'un toit de branches, d'argile et de petites pierres, les salles hypostyles sont recouvertes avec de grandes dalles de pierre plates reposant sur des pilastres et des colonnes polylithiques. Au cas particulier, quatre dalles de la couverture d'origine, cinq pilastres et trois colonnes ont été conservés. Le bâtiment occupe une surface de 35 m2, dont 12 m2 de surface utile. Le mur intérieur de séparation que l'on peut voir aujourd'hui correspond à un aménagement du Ier siècle av. J.-C. La salle servait à l'origine probablement de grenier.

## Mobilier archéologique
En 1967, l'archéologue María Luisa Serra avait fouillé l'extrémité du site mais, en raison de son décès la même année, les résultats de ses travaux n'ont pas été publiés. Il semble toutefois que quelques objets conservés dans les collections du musée de Minorque peuvent être attribués à cette fouille. Le matériel archéologique découvert en 1995 comprend de nombreux fragments de céramique et une grande quantité d'ossements d'animaux domestiques et de coquilles de moules, qui ont fourni des indices sur le régime alimentaire des anciens habitants.
Aucune datation par le carbone 14 n'a été réalisée mais l'étude des céramiques indique que la maison a été occupée une première fois entre le IVe siècle av. J.-C.
et le IIe siècle av. J.-C., puis elle a été abandonnée avant d'être réoccupée jusqu'à la conquête romaine puis de nouveau abandonnée. Elle a partiellement été réutilisée au Ier siècle.